# Walter Schorsch
Walter Schorsch, narozený jako Walter Georges Schorsch, uváděn též Valtr Schorsch, nebo Walter Šorš či Valtr Šorš (15. prosince 1897 Plzeň – 1943? Anglie), byl filmový herec a režisér.

## Život
Narodil se v Plzni do židovské rodiny obchodníka Moritze Schorsche a jeho ženy Amalie, rozené Deutschové. Měl ještě tři sourozence Jiřího, Hildu a Hanse. V české kinematografii se poprvé objevil ve 20. letech 20. století. V dobách právě se rozvíjejícího českého němého filmu se objevil jako herec ve dvou filmech režiséra Karla Antona. Ve 30. letech hrál také ve třech zvukových filmech. Během let 1933–1937 se uplatnil v ateliérech AB na Barrandově jako asistent filmové režie. Spolupracoval hlavně s režiséry Martinem Fričem a Vladimírem Slavínským. V roce 1938 na samém konci své filmové kariéry se dopracoval k samostatné filmové režii dvou filmových komedií. K další filmové práci se Schorsch kvůli politické a válečné situaci již nedostal. Kromě těchto aktivit byl i průkopníkem v českém dabingu. Jako vedoucí výroby se podílel v ateliérech na Barrandově v roce 1937 na jednom z prvních českých dabingů. Šlo o kreslenou celovečerní pohádku Walta Disneyho „Sněhurka a sedm trpaslíků“. Krátce po mnichovských událostech, ještě před německou okupací emigroval do Velké Británie. I zde se věnoval svému filmovému povolání mezi krajanskými emigranty. Walter Schorsch zemřel v Anglii v roce 1943.

## Filmografie

### Herec
- 1936 – Golem
- 1933 – Na sluneční straně
- 1932 – Písničkář
- 1923 – Tu ten kámen
- 1922 – Poslední polibek

### Režie
- 1938 – Pán a sluha, Včera neděle byla

### Asistent režie
- 1937 – Advokátka Věra, Batalion, Děvče za výkladem, Jan Výrava, Kvočna, Mravnost nade vše, Panenství, Svět patří nám
- 1936 – Jízdní hlídka, Naše jedenáctka, Švadlenka, Velbloud uchem jehly
- 1935 – Barbora řádí, První políbení
- 1934 – Matka Kráčmerka, Pokušení paní Antonie, Poslední muž
- 1933 – Jsem děvče s čertem v těle
- 1932 – Před maturitou